# USS Yokes (APD-69)
USS Yokes (APD-69) là một tàu vận chuyển cao tốc lớp Charles Lawrence của Hải quân Hoa Kỳ hoạt động trong Chiến tranh Thế giới thứ hai. Nó nguyên được chế tạo như là chiếc DE-668, một tàu hộ tống khu trục lớp Buckley trước khi được xếp lại lớp vào ngày 27 tháng 6, 1944. Tên nó được đặt theo thủy thủ bậc II William Jone Yokes (1918–1942), người được biệt phái sang phục vụ hộ tống vũ trang cho tàu buôn SS Steel Navigator, và đã tử trận khi chiếc tàu buôn đắm do trúng ngư lôi phóng từ tàu ngầm Đức tại Bắc Đại Tây Dương vào ngày 19 tháng 10, 1942. Yokes đã phục vụ cho đến khi chiến tranh kết thúc, xuất biên chế năm 1946, và cuối cùng bị bán để tháo dỡ vào năm 1965. Nó được tặng thưởng một Ngôi sao Chiến trận do thành tích phục vụ trong Thế Chiến II.

## Thiết kế và chế tạo
Buckley là một trong số sáu lớp tàu hộ tống khu trục được Hải quân Hoa Kỳ chế tạo nhằm đáp ứng nhu cầu hộ tống vận tải trong Thế Chiến II, sau khi Hoa Kỳ chính thức tham chiến vào cuối năm 1941. Chúng hầu như tương tự nhau, chỉ với những khác biệt về hệ thống động lực và vũ khí trang bị. Động cơ của phân lớp Backley bao gồm hai turbine hơi nước General Electric để dẫn động hai máy phát điện vận hành hai trục chân vịt, và dàn vũ khí chính bao gồm 3 khẩu pháo pháo 3 in (76 mm)/50 cal.
Những chiếc lớp Buckley (TE) có chiều dài ở mực nước 300 ft (91 m) và chiều dài chung 306 ft (93 m); mạn tàu rộng 37 ft 1 in (11,30 m) và độ sâu mớn nước khi đầy tải là 11 ft 3 in (3,43 m). Chúng có trọng lượng choán nước tiêu chuẩn 1.430 tấn Anh (1.450 t); và lên đến 1.823 tấn Anh (1.852 t) khi đầy tải. Hệ thống động lực bao gồm hai nồi hơi và hai turbine hơi nước General Electric công suất 13.500 mã lực (10.100 kW), dẫn động hai máy phát điện công suất 9.200 kilôwatt (12.300 hp) để vận hành hai trục chân vịt;  công suất 12.000 hp (8.900 kW) cho phép đạt được tốc độ tối đa 23 kn (26 mph; 43 km/h). Con tàu mang theo 359 tấn Anh (365 t) dầu đốt, cho phép di chuyển đến 6.000 nmi (6.900 mi; 11.000 km) ở vận tốc đường trường 12 kn (14 mph; 22 km/h).
Sau khi được cải tạo thành một tàu vận chuyển cao tốc lớp Charles Lawrence, dàn vũ khí trang bị được giảm xuống còn một pháo 3 in (76 mm)/50 cal phía mũi đa dụng (có thể đối hạm hoặc phòng không), sáu pháo phòng không Bofors 40 mm trên ba bệ nòng đôi và sáu pháo phòng không Oerlikon 20 mm. Nó giữ lại ba ống phóng ngư lôi Mark 15 21 inch (533 mm), hai đường ray Mk. 9 và bốn máy phóng K3 Mk. 6 để thả mìn sâu, nhưng tháo dỡ dàn súng cối chống tàu ngầm Hedgehog Mk. 10. Chỗ trống được dành để bố trí chỗ nghỉ cho 12 sĩ quan và 150 binh lính đổ bộ; thành phần thủy thủ đoàn con tàu bao gồm 12 sĩ quan và 192 thủy thủ.
Yokes được đặt lườn như là chiếc DE-668 tại xưởng tàu của hãng Dravo Corporation tại Pittsburgh, Pennsylvania vào ngày 22 tháng 8, 1943, và được hạ thủy vào ngày 27 tháng 11, 1943, được đỡ đầu bởi bà Charlotte Yokes, vợ góa thủy thủ Yokes. Con tàu được kéo đến xưởng tàu của hãng Consolidated Shipbuilding Company tại Orange, Texas để tiếp tục trang bị, được xếp lại lớp thành APD-69 vào ngày 27 tháng 6, 1944 trước khi nhập biên chế tại Orange, Texas vào ngày 18 tháng 12, 1944 dưới quyền chỉ huy của Hạm trưởng, Thiếu tá Hải quân Paul E. Warfield.

## Lịch sử hoạt động

### Thế Chiến II
Sau khi hoàn tất hoạt động chạy thử máy huấn luyện tại khu vực Bermuda và được sửa chữa sau chạy thử máy tại Xưởng hải quân Norfolk ở Portsmouth, Virginia, Yokes lên đường để đi sang khu vực Mặt trận Thái Bình Dương, băng qua kênh đào Panama và đi đến San Diego, California vào ngày 14 tháng 3, 1945. Sau khi tiếp tục được huấn luyện, nó rời San Diego vào ngày 19 tháng 3 để hướng sang khu vực quần đảo Hawaii, đi đến Trân Châu Cảng vào ngày 26 tháng 3. Con tàu thực hành huấn luyện cùng các đội phá hoại dưới nước (UDT: underwater demolition team) tại khu vực Maui trong một tuần trước khi tiếp tục lên đường làm nhiệm vụ tại khu vực Tây Thái Bình Dương.
Đi đến Okinawa vào ngày 1 tháng 5, Yokes hoạt động trong khuôn khổ chiến dịch Okinawa tại khu vực phụ cận cho đến cuối tháng 6, đảm nhiệm vai trò tuần tra chống tàu ngầm, tìm kiếm và giải cứu cũng như hộ tống. Vào ngày 10 tháng 5, hỏa lực phòng không của con tàu đã bắn rơi một máy bay tiêm kích Mitsubishi A6M Zero của Nhật Bản.
Chuyển đến khu vực quần đảo Mariana vào tháng 7, Yokes đã hộ tống cho Chi hạm đội LST 36 di chuyển từ Okinawa đến Saipan từ ngày 7 đến ngày 10 tháng 7. Nó ở lại Apra Harbor, Guam một ít lâu trước khi lên đường đi Trân Châu Cảng, nơi nó đón lên tàu 14 sĩ quan và 79 binh sĩ thuộc Đội UDT 28 vào ngày 25 tháng 7, và vận chuyển hộ quay trở về vùng bờ Tây, về đến Oceanside, California vào ngày 2 tháng 8. Sau khi chuyển Đội UDT 28 sang tàu đổ bộ USS LCT-395, nó lên đường ngay ngày hôm đó để đi San Diego.
Đi đến xưởng tàu của hãng Western Pipe and Steel Company tại San Pedro, California vào ngày 5 tháng 8, Yokes trải qua một đợt sửa chữa kéo dài nữa tháng. Vào lúc này Nhật Bản đã chấp nhận đầu hàng vào ngày 15 tháng 8, kết thúc cuộc xung đột.

### Sau chiến tranh
Hoàn tất việc sửa chữa, Yokes tiến hành huấn luyện một thời gian ngắn tại vùng bờ biển Nam California, rồi khởi hành từ San Diego vào ngày 5 tháng 9 để trở sang Viễn Đông. Nó từng viếng thăm Manila, vịnh Subic, Tacloban và Samar thuộc quần đảo Philippine; vịnh Buckner tại Okinawa; Guam; đảo Manus và Thượng Hải, Trung Quốc trong các chuyến đi vận chuyển vào mùa Đông 1945-1946. Rời Manila vào ngày 23 tháng 1, 1946, nó ghé qua Trân Châu Cảng trên đường quay trở về vùng bờ Tây, đi đến San Diego vào ngày 15 tháng 2. Nó được sửa chữa rồi hoạt động tại khu vực trong mùa Hè năm 1946.
Yokes được cho xuất biên chế tại San Diego vào ngày 19 tháng 8, 1946, và bị bỏ không trong thành phần Đội San Diego thuộc Hạm đội Dự bị Thái Bình Dương trong 18 năm tiếp theo. Tên nó được cho rút khỏi danh sách Đăng bạ Hải quân vào ngày 1 tháng 4, 1964, và con tàu bị bán cho hãng National Metal and Steel Corporation tại Terminal Island, Californiađể tháo dỡ vào năm 1965.

## Phần thưởng
Yokes được tặng thưởng một Ngôi sao Chiến trận do thành tích phục vụ trong Thế Chiến II.
|             |  |  |
| Bronze star |  |  |

| Huân chương Phục vụ Trung Hoa (mở rộng)                                 | Huân chương Phục vụ Trung Hoa (mở rộng) | Huân chương Chiến dịch Hoa Kỳ        | Huân chương Chiến dịch Hoa Kỳ           |
| Huân chương Chiến dịch Châu Á-Thái Bình Dương với 1 Ngôi sao Chiến trận | Huân chương Chiến thắng Thế Chiến II    | Huân chương Chiến thắng Thế Chiến II | Huân chương Phục vụ Chiếm đóng Hải quân |